# Йосип Август Островський
Юзеф Август Островський (21 січня 1850 — 20 червня 1923) — польський шляхтич гербу Кораб, зем'янин, консервативно-ліберальний політик, голова Партії реальної політики, член Регентської ради Королівства Польського.

## Життєпис
Родина Островських володіла бл. 370 га землі на території сучасної України. Юзеф Островський був третім із п’яти братів і сестер, сином голови Земельного кредитного товариства Польського Королівства, графа Александра Островського та Гелени з роду Морштинів.
Закінчив середню школу у Варшаві. Навчався на юридичному факультеті Варшавської школи економіки та Варшавського університету. Закінчив у 1870 році зі званням доктора права. Згодом навчався в Німеччині. Був студентом Берлінського університету та факультету сільського господарства університетів Галле та Гогенгайма.
Міський суддя в Пйотркуві-Трибунальському, член Товариства земельного кредиту. У 1905 році співзасновник, а потім перший голова партії Сторонництво реальної політики (Stronnictwo Polityki Realnej).
З 27 жовтня 1917 р. по 14 листопада 1918 р. входив до складу Регентської ради Королівства Польського. Разом із монсеньйором Зигмунтом Хелміцьким був автором більшості послань, опублікованих Регентською Радою. 11 листопада 1918 р. військова влада була передана у його варшавській квартирі, а 14 листопада 1918 р. Регентська рада передала й цивільну владу Юзефові Пілсудському.
Був останнім представником чоловічої статі роду Малушиних Островських. Не мав родини. Помер 1923 року в палаці в Малушині. Після його смерті маєток успадкував Генрик Потоцький з Конецполя.